# 이효리
이효리(李孝利, 1979년 5월 10일 ~ )는 대한민국의 가수이자 방송인이다.

## 학력
- 서울동작초등학교 (졸업)
- 서문여자중학교 (졸업)
- 서문여자고등학교 (졸업)
- 국민대학교 연극영화학과 (학사)
- 경희대학교 문화컨텐츠학과 (석사)

## 생애

### 1979–2002: 어린 시절과 핑클 시절

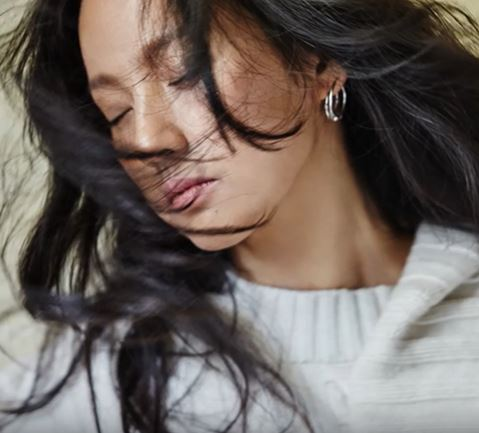

이효리는 1979년 2월 19일 대한민국 충청북도 흥덕구에서 1남 3녀 중 넷째로 태어났다. 어린 시절 서울특별시 동작구 사당동으로 이주하여 자랐다. 부모님은 8평 정도의 이발소를 하고 있었는데, 이곳에서 여섯 명의 가족이 가난하게 살았다고 한다. 아버지는 당시 집을 마련하기 위해 화장실 출입까지 통제하는 등 엄격하게 가르칠 정도로 무서웠다고 한다. 이효리는 데뷔 전 레스토랑에서 아르바이트를 했었는데, 이미 이효리를 보기 위해 찾는 손님이 있을 만큼 유명했고, 소속사 관계자가 찾아와 캐스팅되었다. 자세한 일화에 따르면 DSP의 이호연 사장이 핑클 멤버 구성에 한참 신경을 쓰고 있을 때, 강남역에서 아르바이트를 마치고 집으로 향하던 이효리가 너무 예뻐서 눈에 들어왔다고 한다. 곧바로 달려가 버스를 타던 이효리를 설득해 사무실로 데려왔다. 하지만 당시 이효리는 다른 매니지먼트 업체와 계약을 맺고 있었는데, 말도 안 되는 계약조건이어서 즉시 소속 매니지먼트사에 항의해 이효리를 데려왔다고 밝혔다. 이효리가 2012년 4월 16일 SBS 《힐링캠프》에 출연해서 밝힌 일화에 따르면, 대뜸 '나 이호연이요'라고 전화가 와서 사장을 만났다고 한다. 만나서는 노래나 춤 하나도 안 시켜보고 얼굴만 보고 바로 뽑았었다고 밝혔다. 현 비투엠엔터테인먼트의 대표이사이기도 한 길종화의 말에 따르면, 세 명뿐이던 핑클의 균형을 맞추기 위해 꼭 필요하다는 생각을 해 전 소속사와 합의하에 이효리를 스카우트해왔다고 한다. 길종화는 당시 이효리를 보고 "힙합 스타일의 옷차림, 귀여우면서도 섹시한 외모. 요정 콘셉트와 어울리지 않을 것 같다"라는 느낌을 받았다고 한다. 이효리는 핑클에 제일 마지막으로 합류하게 되었지만, 멤버중에 나이가 제일 많아 리더로서 데뷔하게 된다.
1998년 6월 1일 핑클은 첫 번째 정규 음반 《Fine Killing Liberty》를 발매하며 정식으로 데뷔하였다. 타이틀곡 "Blue Rain"을 포함해 후속곡 "내 남자 친구에게", "루비(淚悲):슬픈 눈물"을 히트시키면서 성공적인 성과를 거뒀다.

### 2003–07:STYLISH....E hyOlee,Dark Angel

2007년 2월 25일 《SBS 인기가요》에서 〈잔소리〉 공연 중인 이효리.

2002년 활동을 중단한 핑클의 멤버들은 팀을 비밀리에 해채하고 한듯 안 한듯 상태를 보여주며 개인 활동을 시작했는데, 이효리는 2003년 8월 솔로 데뷔이자 첫 번째 정규 앨범 STYLISH...E hyOlee를 발매하였다. 앨범은 선주문만 7만 장으로 음반 판매량 1위에 올랐고, 제일 잘나가던 시절 하루에 6,000~8,000장 정도가 팔렸다고 한다. 2003년 동안 총 144,182만 장을 팔아 한국 음반산업 협회가 발표한 2003년 연말 순위 15위에 올랐다. 타이틀곡 "10 Minutes"도 많은 인기를 얻으며 Mnet 뮤직 비디오 페스티벌, KMTV 가요대전, KBS 가요대상, SBS 가요대전, 서울가요대상에서 대상을 수상했다. 음악 이 외에 광고, 방송, 패션 등 여러 문화에 영향을 끼치면서 이효리 신드롬으로 불리기까지 했다. 당시 연예인 매니저의 80%가 이효리의 팬이었다고 하며, 이효리가 신문 1면에 등장 여부에 따라 신문 판매 부수도 달라졌었다. 《해피투게더 시즌 1 - 쟁반노래방》, 《타임머신》에서 이효리가 MC를 맡았을 때, 시청률이 20%에 웃돌아 "효리 이펙트"라는 단어는 당시 방송 관계자들이 많이 쓰는 단어이기도 했다. 그러나, SBS에서는 대한민국 정서와 맞지 않은 의상, 안무 등의 이유로 "10 Minutes"의 뮤직비디오 방송불가 판정을 내렸고, 이즘에서는 "이효리의 좁은 음역대로 리듬이 살지 못한다"며 앨범 수록곡 중 일부 발라드 장르들은 아마추어 수준의 평범함이라는 혹평을 받으며 음악적으로 인정받지 못했다. 또 무분별한 이효리 따라하기등 부정적인 측면도 많았다. 2005년 1월, 이효리는 류진, 김강우, 김정화와 함께 당시 소속사인 DSP 엔터테인먼트가 제작한 SBS 미니시리즈 《세잎클로버》의 주인공을 맡았으나, 이 드라마의 시청률은 기대에 못미치는 수준이었고 방영 도중 PD 교체 등의 구설수에 휘말리면서 16회를 끝으로 조기 종영했다.
2006년 2월 9일 이효리의 두 번째 정규 앨범 Dark Angel이 발매되었다. 이효리는 컴백 기자회견에서 "섹시미와 터프미를 동시에 선보이겠다"라고 말했다. 선주문만 7만 장으로 발매 당일 모두 소진돼 1만 장 추가 제작을 했다. 각종 음반 차트에 2위에 올랐고, 한정반은 3위에 올라 이례적으로 같은 음반으로 2, 3위를 차지했다. 2월 12일, SBS 《인기가요》에서 타이틀곡 "Get Ya'"와 네 번째 트랙에 실려있는 "Dark Angel", 두 번째 트랙에 실려있는 "깊이"를 선보이며 컴백 무대를 가졌다. 이 날 무대에서 립싱크 공연을 펼쳐 빈축을 사기도 했지만, 관중을 압도하는 카리스마와 스타일까지 검색어 1위에 올라가는 등 화제가 되었다. 이후의 무대에선 모두 라이브로 활동했으며, 3월 12일 컴백 한 달 만에 《인기가요》, 이어 17일 《엠카운트다운》에서 1위에 올랐다. 활동 초반부터 타이틀곡 "Get Ya'"가 브리트니 스피어스의 노래 "Do Somethin'" 표절 의혹이 제기되었는데, 결국 타이틀곡 활동을 중단하기로 결정했다. 타이틀곡 활동을 중단하고 "Shall We Dance?"로 후속곡 활동을 시작해 6월 11일 《인기가요》 무대를 끝으로 공식적인 방송 활동을 마무리했다.
이효리는 2집 활동 중에 4월부터 KBS 《해피투게더》 MC를 3년 만에 다시 맡아 출연하였다. 한편 2006년 11월, 이효리는 DSP 엔터테인먼트를 떠나 계약금 약 25억에 엠넷미디어와 3년간 계약했다. 그 후 2007년 2월, 이동건과 함께 자신의 소속사 엠넷미디어에서 제작한 《사랑한다면 이들처럼》이라는 제목의 4부작 뮤직 드라마에 출연하였다. 그러나 이전 드라마 출연작 《세잎클로버》 실패로 언론은 또다시 실패할 것이라는 부정적인 기사를 내보냈으며, 촬영 기간 중 이효리는 부상을 당하기도 하였다. SBS에서 방영된 이 드라마는 과도한 PPL과 진부한 스토리로 부정적인 평가를 받으며 크게 흥행하지는 못하였다. 또한, 일본 후지TV에서도 방영되었다. 2월 25일 드라마 방영 시기에 맞춰 싱글 "Toc Toc Toc" 을 발매해 8개월 만에 SBS 《인기가요》를 통해 가수로서 컴백했고, 기존의 이미지를 벗기 위해 "잔소리"라는 발라드 곡도 수록되어 있다.

### 2008–11:It's Hyorish,H-Logic과 예능 활약
Dark Angel 로 인한 가수로서의 이미지가 하락한 이효리는 한동안 예능 프로그램 MC로서 활동했는데, 《해피투게더 시즌 2 - 프렌즈》, SBS 《일요일이 좋다 - 체인지》, KBS 《상상플러스 시즌 2》 등에서 활동했다. 이효리는 2008년 초부터 컴백을 앞두고 《오프 더 레코드 - 효리》에 출연해 실생활과 공개되지 않은 사생활을 보여주며 자연스럽고 털털한 모습으로 인기를 모았다. 2008년 1월에는 SBS 드라마 《온에어》에 톱가수인 이효리 자신 역으로 카메오 출연을 했다. 이후 새 앨범 활동을 위해 SBS 《패밀리가 떴다》를 제외한 일부 예능 프로그램에서 하차했다. 2008년 7월 16일, 이효리의 세 번째 정규 앨범 It's Hyorish가 발매되었다. 앨범은 대부분 혼합된 호평을 받았고, 《이즘》에서는 "솔직히 가장 놀란 것은 이효리의 실패를 두려워하지 않는 대담함이다. 분명 '이번만은 반드시 떠야 한다'라는 압박이 있었을 텐데, 전체 13곡 중에서 무난하고 안전하게 가려는 곡이 없다. 철저히 글로벌 흐름에 정면 승부를 펼쳤다"라며 비교적 좋은 평가를 했다. It's Hyorish는 한국 음반 차트 1위를 하며 2008년 여자 솔로 가수 중에서 가장 높은 판매고를 기록했고, 2010년까지 100,000만 장을 팔아치웠다. 타이틀곡인 "U-Go-Girl"은 낯선이 피처링으로 참여했으며, 음악 프로그램인 SBS 《인기가요》, KBS 《뮤직뱅크》, M.net 《엠카운트다운》에서 1위를 모두 차지했다. 타이틀곡 활동 이후 후속곡 "Hey Mr. Big"으로 활동을 시작했는데, 이 노래 역시 《인기가요》에서 1위를 하였다. 후속곡으로 1위를 한 것은 핑클 이후로 9년 만이고, 솔로 활동으로는 처음이었다.
한편, 2008년 9월 17일 스포츠서울에서 이효리와 동양고속건설그룹의 차남 최성욱의 열애설을 보도했으나, 최성욱과는 10년 지기 친구 사이라고 해명했다. 2008년 12월 19일과 20일 양일간에 걸친 이효리의 첫 단독 콘서트 천하무적 이효리가 열렸는데, 모두 매진이 되며 1회 공연을 더 추가했다. 2009년에는 《슈퍼스타K 1》에 이승철, 양현석과 함께 심사위원을 맡아 출연했다. 그리고 12월 31일 열린 SBS 연예대상에서 《패밀리가 떴다》를 통해 유재석과 함께 대상을 수상하면서 예능인이 아닌 가수가 연예대상을 처음으로 수상하는 기록을 세웠으며, 네티즌 최고 인기상까지 수상하며 2관왕을 했다. 이효리는 2010년 2월 23일 서울 잠실 학생체육관에서 열린 제1회 서울문화예술대상에서 "U-Go-Girl"로 대중음악 가수 대상을 수상했다.
2010년 4월 12일 이효리의 네 번째 정규 앨범 H-Logic이 발매되었다. H-Logic은 가온 앨범 차트에서 최고 15위까지 올라갔고, 2010년까지 32,000만 장을 팔았다. 앨범은 처음 나왔을 당시에는 평론가들에게 대부분 호평을 받았지만, 표절을 인정한 이후로는 혹평을 받았다. 타이틀곡인 "Chitty Chitty Bang Bang"은 강렬한 힙합 사운드 음악으로 이효리 본인이 직접 작사에 참여했고, 《엠카운트다운》, 《인기가요》에서 3주 연속 1위를 했다. 그러나, 이효리는 두 번째 정규 앨범 Dark Angel (2006)에 이어 표절 의혹이 제기되었고, 2010년 6월 20일 자신의 팬카페를 통해 표절을 인정했는데, 앨범 수록곡 중 작곡가 바누스바큠(이재영)에게 받은 모든 곡인 "Bring It Back", "Feel the Same", "How Did We Get", "I'm Back", "Memory", "그네" 등 무려 6곡이였다. 이후 이효리는 표절로 인해 모든 활동을 중단하며 휴식을 가졌다. 이효리 소속사 측은 표절로 인해 이미지와 판매량에 타격을 입었다며 사기 및 업무 방해 혐의로 바누스바큠을 고소했다. 결국 2010년 10월 바누스는 법원으로부터 징역 1년 6개월을 선고받았고, 2011년 7월에는 소속사로부터 2억 7000만 원 배상 판결을 냈다. 이효리는 2010년 8월 엠넷 미디어와 계약이 끝나면서 핑클 때부터 함께 해 온 DSP 엔터테인먼트의 길종화가 독립해 세운 기획사 B2M엔터테인먼트에 계약금 없이 이적했다. 한편, 이효리는 2011년 11월, 가수이자 프로듀서인 이상순과 열애를 인정했다.

### 2012–2016:MONOCHROME과 결혼
이효리는 2013년 1월 10일 같은 소속사 후배인 신인 걸 그룹 스피카의 뮤직비디오에 주인공으로 출연하며 화제를 모았다. 또한, 《패밀리가 떴다》 이후 2년 만에 심야 음악 토크쇼 SBS 《유&아이》에서 정재형과 함께 MC를 맡으며 예능으로 컴백했다. 같은 해 7월 20일에는 Mnet의 힙합 서바이벌 경쟁 프로그램 《쇼미더머니》에 출연해 15분 동안 자신의 히트곡 "10 Minutes", "Chitty Chitty Bang Bang", "Hey Girl" 등을 공연해 큰 화제가 되었고, 최고 시청률을 기록했다.
2013년 5월 6일에는 새로운 앨범 발매에 앞서 선공개 곡 "미스코리아"를 발매하였고, 이 곡은 이효리가 직접 작사, 작곡한 곡으로 많은 화제를 모았다. "미스코리아"는 가온 디지털 종합 차트에서 1위,, 멜론, 엠넷, 올레 뮤직 등 국내 주요 음악 사이트에서 주간차트 1위를 차지하였다. 5월 21일에는 이효리의 다섯 번째 정규 앨범 MONOCHROME이 발매되었다. 22일에는 공중파로 컴백하기 전 M-net에서 방영한 컴백쇼 《2HYORI SHOW》를 통해서 5집의 타이틀곡과 수록곡들을 최초로 공개하였다.
타이틀곡은 "Bad Girls"이며 어쿠스틱 밴드 사운드로만 구성된 댄스곡으로 이효리가 직접 작사했고, SBS 《인기가요》, KBS 《뮤직뱅크》, M-net 《엠카운트다운》에서 1위를 하였다.
그리고 On Style에서 방영된 5부작 리얼리티 프로그램《이효리의 X언니》를 통해서 같은 소속사 후배 걸 그룹 스피카를 프로듀싱해 화제를 모으기도 하였고, 자신이 작사, 작곡한 곡 "블랙 앤 화이트"는 가인의 앨범에 수록곡으로 실리기도 하였다.
한편, 이효리는 9월 1일 제주도에 위치한 자신의 별장에서 가수 이상순과 결혼식을 올렸다.
2014년 7월 8일부터 11월 18일까지 홍진경, 문소리, 김구라와 함께 SBS 심야 토크쇼 《매직아이》를 진행하기도 했다.
2016년 11월, 이효리는 키위미디어와 계약을 체결하고, 2017년 상반기 컴백을 예고했다.

### 2017:BLACK
2017년 7월 14일 여섯 번째 정규 앨범 BLACK이 발매되었다. 이상순과의 결혼 후 4년간의 공백을 마치고 2017년 6월 28일 선공개 곡 "서울"을 공개한 후 7월 4일 음원 공개, 7월 5일 쇼 챔피언을 통해 방송 활동을 시작했다. 5집부터 시작된 음악적 변화로 이번 앨범에서는 한 곡을 제외한 모든 곡에 작곡에 참여하기에 이르렀다.
10번째 트랙 다이아몬드 (With 이적)는 위안부 할머니들을 위로하는 의미로 JTBC 뉴스룸 문화 초대석 인터뷰 중 소개되었다.
멜론차트에서 선공개 곡 <Seoul>이 9위로 진입하고 최고 순위 6위까지 올랐다.
다만 화려한 예능 활동과는 별개로 이전 앨범들에 비해 상대적으로 저조한 음원 성적으로 미루어 볼 때, 가수로서의 파급력은 많이 약해진 듯하다. 앨범 자체의 사운드도 대중성보다는 작품성이 치우쳐 있고 이미 이효리의 최전성기였던 00년대 중반 ~ 10년대 초반에서 오랜 시간이 지난 후에 나온 앨범이기에 아무래도 이전보다 뛰어난 성적을 기대하기는 어려웠다. 예능이나 각종 방송에 출연한 것이랑은 별개로 가수로서의 이효리는 4년간 공백기를 가졌으니 팬들의 화력이 떨어지는 것은 어찌 보면 당연하다.

### 2020: 싹쓰리, 환불원정대 활동
2020년 소속사 에스팀과의 계약 체결과 함께 MBC 예능 프로그램 놀면 뭐하니의 새 프로젝트 3인조 혼성그룹 싹쓰리에 의해 린다 G로 활동하였다. 나머지 멤버는 유재석과 비이다.
그리고 환불 원정대에서 엄정화, 제시, 화사와 함께 활동했다.
활동명은 '천옥'이다. 또 유재석이 '지미 유'라는 이름으로 프로듀싱해 화제가 되면서 인기를 얻었다.

### 2023: 댄스가수 유랑단 활동, 6년만에 컴백
tvN 예능 프로그램 댄스가수 유랑단에 김완선, 엄정화, 보아, 화사와 함께 출연하여 현역 시절 못지 않는 모습들을 보여주었다.
그리고 안테나와 계약을 체결하였다.
2023년 10월 12일 드디어 6년 만에 디지털 싱글 앨범 "후디에 반바지"를 발매한다. 음악 방송 무에 출연하지 않는다.

## 음악 스타일 및 이미지
미국의 팝 그룹 스위트박스의 보컬리스트 제이드는 이효리가 "정말 역동적이고 뜨겁다. 최고로 섹시한 가수다"라며 칭찬하기도 했다. 또한 이효리는 세계에서 가장 '섹시한 여성' 9위로 선정되어 동양 스타 중에 가장 높은 순위로 기록되었다. 이효리는 대한민국 대표 섹시 가수로서 많은 섹시 가수들과 비교가 되었는데, 대표적으로 서인영과 손담비 그리고 2007년 중엔 아이비와 함께 비교되었다. 이효리는 많은 가수들이 자신의 이름을 인용하는 것에 대하여 "그만큼 내가 표적이 되니까 그런 거라고 생각한다. 소위 1등이니까 내 이름을 붙이는 거 아닌가. 기분 나쁘지 않다."라고 말했고, "손담비, 서인영, 아이비까지는 괜찮다. 그런데 데뷔한 지 일주일도 안 된 친구들까지 그러는 건 좀 아닌 것 같다"라며 선을 그었다.
이효리는 털털함과 섹시함을 대중에게 어필하며 많은 인기를 얻었으며, 수많은 앨범을 통해 이효리 신드롬을 창출하기도 했다. 또한 '패밀리가 떴다'와 같은 예능 프로그램을 통해 자기만의 매력을 시청자들에게 선사했다.

## 성과
이효리는 2003년 첫 솔로 앨범 STYLISH....E hyOlee으로 데뷔하고 난 뒤, 곧 바로 대한민국 최고의 여자가수로 인정받으며 톱스타 자리에 올랐다. 당시 이효리의 영향은 당시 '효리 천하'라고 불릴만큼 대단했었다. 또한 당시 각종 언론사의 2003년 10대사건에는 '이효리 신드롬'이라는 문장이 꼭 들어갔었으며, 스포츠신문 1면을 가장 많이 장식한 연예인으로도 꼽혔다. 또한 2003년 한 해동안 인터넷에서 가장 많이 검색된 문건으로 2위에 '이효리'가 올랐었다. 이때 각종 시상식의 상을 휩쓸고 10여개의 CF 모델로 낙점, 50억 원이 넘는 수익을 올렸다.

## 자선 활동
이효리는 H-Logic이 표절 논란에 휩싸이며 모든 활동을 중단해 심리적 안정을 위해 자선 활동을 시작했다. 이효리는 평소 반려동물에 관심이 많아 아산에 위치한 유기견 보호소를 찾아 자원봉사자 30명과 함께 봉사 활동을 펼쳤다. 또한 동물보호 단체에 매달 후원금을 보내는 것으로 알려져있고, 미미, 순, 삼식이라는 이름의 고양이들을 입양했다. 이후에도 봉사활동을 꾸준히 다녔으며, 이상순, 혜박 등의 친한 연예인들 그리고 팬들과 함께 봉사를 했다. 2011년 5월 20일에는 모피쇼가 열리는 것에 대해 이효리는 트위터를 통해 "혁신창의도시를 지향하는 서울시장님, 5월 16일자로 미국 웨스트헐리우드에선 모피판매금지법이 통과되었다고 해요. 그런데 서울시는 정말 모피쇼가 열리도록 방관하실 건가요?"라는 글을 올리며 반대의 입장을 보였다. 2011년 6월 5일에는 SBS 《동물농장》에 특별 게스트로 출연해 유기견 보호소를 방문하는 모습과 입양한 반려동물들을 공개했다. 또한 반려견 순심이와 함께 촬영한 달력을 2011년 12월부터 유기견 입양 캠페인 일환으로 판매를 시작했고, 수익금 전액인 1억 2000만 원을 한국동물복지협회에 기부했다.
2011년 7월 4일부터 9일까지는 인도 뭄바이 한 슬럼가를 방문해 월드비전이 운영하는 "거리 아동 지원 센터"에 다니는 자매의 집에 찾아가 선물을 주는 등 봉사 활동을 했다. 2011년 11월, 12월에 걸쳐 아름다운재단과 한국재가노인복지협회를 통해 독거노인을 위한 겨울 난방비로 총 5,000만 원을 기부했다. 비슷한 시기 팬들과 함께 연탄 배달도 했고, 2012년 2월 8일 다시 아름다운재단을 통해 노인을 위해 써달라며 1억 원을 기부했다. 이러한 자선 활동을 하며 2011년 12월 12일 열린 세상을 밝게 만든 사람들 시상식에서 방송/연예인 부문 수상자로 결정되었다.
〈On Style〉프로그램 〈GOLDEN12〉를 통해 동물사랑, 생명사랑을 주제로한 자선 콘서트를 열었으며 콘서트 수익금은 모두 동물보호연대에 기부했다.

## 음반 목록
- 2003: STYLISH....E hyOlee
- 2006: Dark Angel
- 2008: It's Hyorish
- 2010: H-Logic
- 2013: MONOCHROME
- 2017: BLACK

## 콘서트
- 2008: It's Hyorish '천하무적 이효리' 콘서트
- 2012: 이효리의 소셜클럽 골든12 '보다' 콘서트

## 가족 관계
- 아버지: 이중광(1942년~)
- 어머니: 전기순(1945년~)
- 배우자: 이상순(1974년 8월 25일~)
- 사촌동생: 전지인(1981년~)

## 같이 보기
- 핑클
- 옥주현
- 이진
- 성유리
- 유재석
- 신동엽
- 이상순
- 환불원정대
- 엄정화
- 화사
- 댄스가수유랑단
- 김완선
- 보아